# Andrea Barberi
Andrea Barberi (* 15. Januar 1979 in Tivoli; † 20. Dezember 2023 ebendort) war ein italienischer Sprinter, der sich auf den 400-Meter-Lauf spezialisiert hatte.

## Sportliche Laufbahn
Erste internationale Erfahrungen sammelte Andrea Barberi im Jahr 1998, als er bei den Juniorenweltmeisterschaften in Annecy mit 47,96 s in der ersten Runde über 400 Meter ausschied. Im Jahr darauf belegte er bei den U23-Europameisterschaften in Göteborg mit der italienischen 4-mal-400-Meter-Staffel in 3:09,33 min den achten Platz 2001 gelangte er bei den U23-Europameisterschaften in Amsterdam mit 47,46 s ebenfalls auf Rang acht über 400 Meter. Zudem belegte er dort mit der Staffel in 3:08,01 min den fünften Platz. Anschließend belegte er bei den Mittelmeerspielen in Tunis in 47,65 s den siebten Platz über 400 Meter und gelangte im Staffelbewerb mit 3:11,53 min auf Rang sechs. Im Jahr darauf kam er bei den Europameisterschaften in München mit 47,14 s nicht über den Vorlauf über 400 Meter hinaus und gelangte dann bei den Militär-Weltmeisterschaften in Tivoli mit 46,29 s auf den sechsten Platz. 2003 schied er bei den Weltmeisterschaften nahe Paris mit 45,87 s in der ersten Runde im Einzelbewerb aus und 2005 schied er bei den Weltmeisterschaften in Helsinki mit 47,10 s im Halbfinale aus und verpasste mit der Staffel mit 3:04,40 min den Finaleinzug. Im Jahr darauf klassierte er sich  bei den Europameisterschaften in Göteborg mit 45,70 s auf dem fünften Platz und wurde mit der 4-mal-400-Meter-Staffel beim IAAF World Cup in Athen in 3:03,90 min Fünfte. Zudem verbesserte er im selben Jahr den italienischen Landesrekord auf 45,19 s und löste damit Mauro Zuliani als Rekordhalter ab. 2007 belegte er bei den Halleneuropameisterschaften in Birmingham in 46,47 s den fünften Platz über 400 Meter und schied im August bei den Weltmeisterschaften in Osaka mit 45,74 s in der ersten Runde aus. 2009 kam er bei den Mittelmeerspielen in Pescara mit 46,93 s nicht über die Vorrunde hinaus und im Jahr darauf schied er bei den Europameisterschaften in Barcelona mit 45,63 s im Halbfinale aus und belegte mit der Staffel in 3:04,20 min den achten Platz. 2011 schied er bei den Militärweltspielen in Rio de Janeiro mit 47,34 s im Semifinale über 400 Meter aus und im Jahr darauf verpasste er bei den Europameisterschaften in Helsinki mit 3:08,78 min den Finaleinzug im Staffelbewerb. 2013 beendete er dann seine aktive sportliche Karriere im Alter von 34 Jahren. 2023 verstarb er im Alter von nur 44 Jahren.
In den Jahren von 2001 bis 2008 wurde Barberi italienischer Meister im 400-Meter-Lauf im Freien sowie 2004 und 2007 auch in der Halle. Zudem wurde er 2012 und 2013 Landesmeister in der 4-mal-400-Meter-Staffel.

## Persönliche Bestleistungen
- 400 Meter: 45,19 s, 27. August 2006 in Rieti
  - 400 Meter (Halle): 46,47 s, 2. März 2007 in Birmingham